# Jozef Michalko
Jozef Michalko, né le 8 mai 1961, à Poprad, en Tchécoslovaquie, est un ancien joueur, entraîneur et dirigeant de basket-ball tchécoslovaque, puis slovaque. 